# Braun SK 1

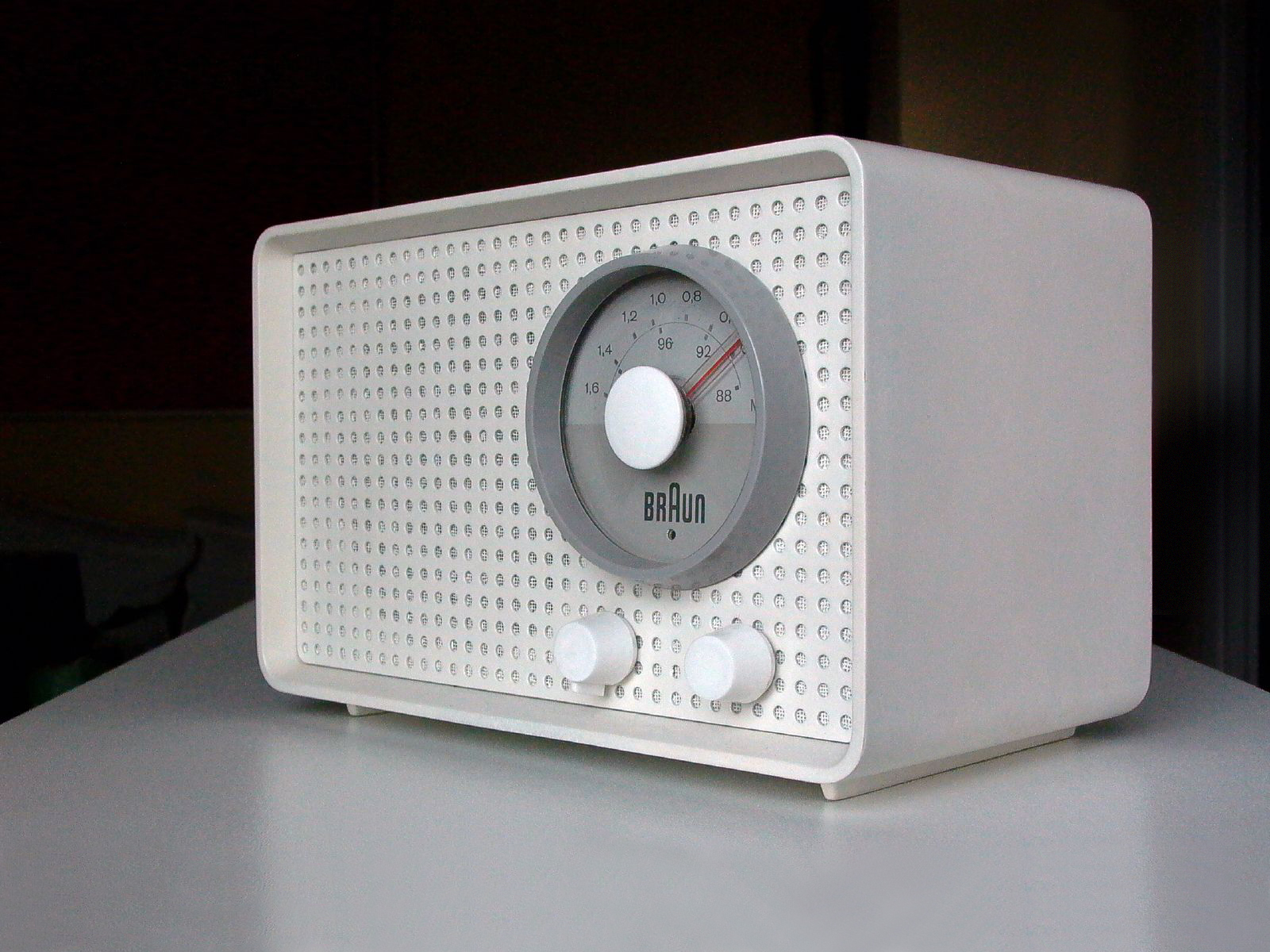
Braun Röhrenradio
Modell „SK 2“

Der Braun SK 1 ist ein Röhrenradio, das von Fritz Eichler und Artur Braun für das Unternehmen Braun 1954 entworfen wurde. Die neu entwickelten Tischradios „SK 1“ sowie „SK 2“ wurden 1955 auf der Düsseldorfer Funkausstellung vorgestellt. Der „SK 1“ war eines der ersten Braun-Produkte aus der Abteilung für Formgestaltung und leitete das neue Produktdesign des Unternehmens ein. Im Fachhandel wurden diese Braun-Geräte als Kleinsuper-SK geführt.

## Entstehung
Erwin und Artur Braun fanden Hinweise darauf, dass die Endverbraucher der damaligen „aufgeblasenen Pracht“ der Einrichtungsgegenstände überdrüssig waren und sich schlichten und zweckmäßigen Hausrat wünschten. Um dem gerecht zu werden, bat Erwin Braun daraufhin Fritz Eichler um Hilfe. Dieser zeigte ihm einen Katalog des New Yorker Museum of Modern Art und berichtete über die Arbeiten des Dessauer Bauhauses. Fritz Eichler arbeitete bis dahin unter anderem als Regisseur und Gestaltungsbeauftragter und studierte von 1931 bis 1935 Kunstgeschichte und Theaterwissenschaft in Berlin.
Überzeugt von der Notwendigkeit, das Erscheinungsbild der Braun-Produkte zu ändern, entschieden sich Artur und Erwin Braun, das Unternehmen neu auszurichten und intern neu zu organisieren. Dazu gehörte auch die Einführung einer Abteilung für Formgestaltung, deren Aufgabe es sein sollte, schlichte und funktionelle Geräte zu entwerfen. Dieser Vorstellung entsprach der 1954 entwickelte Rundfunkempfänger „SK 1“. Erstmals auf der Düsseldorfer Funkausstellung präsentiert, bekam das Radio in der Branche den Spitznamen „Kaninchenstall“. Auf der Funkausstellung wurden auch die neu gestaltete Musikschrankreihe „PK-G“, die Tischsupergeräte „TS-G“ und „G-11“ sowie der Kofferempfänger „combi“ präsentiert. 1956 erschien, dem neuen Gestaltungskonzept folgend, die von Hans Gugelot und Dieter Rams entworfene Radio-Phono-Kombination „Phonosuper SK 4“.
Der „SK 1“ und „SK 2“ wurden auch 1957 auf der La Triennale di Milano (11. Triennale in Mailand) präsentiert, dort erhielt das Unternehmen den Grand Prix für das Gesamtprogramm. Das neue Produktdesign brachte dem Unternehmen in den folgenden Jahrzehnten einen gewaltigen Imagegewinn ein.

## Die Kleinsuper-SK-Modelle
SK 1

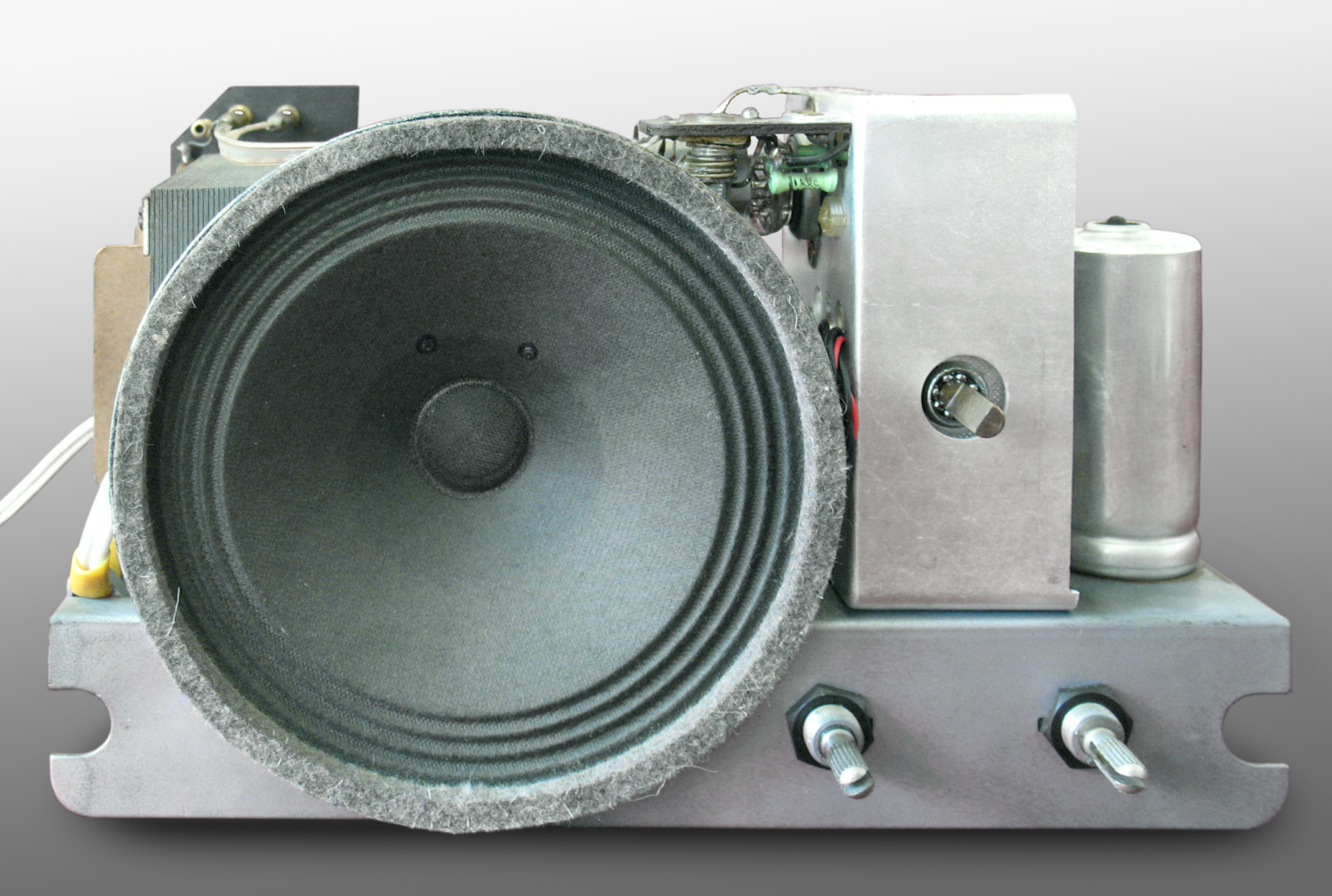
Radiochassis des SK 1

Das Braun Tischradio „SK 1“ besteht aus einem stoßfesten Kunststoffgehäuse (Bakelit) in Quaderform, welches es anfangs in den Pastelltönen Hellgelb, Lichtgrün oder Beige gab. 1956 wurden er zusätzlich in den Farben Hellbeige, Hellblau und Graphit angeboten. Für die Gerätefront des Radios wurde ein weiß lackiertes Lochblech verwendet, worauf sich zwei unbeschriftete Bedienknöpfe befinden, sowie eine große kreisrunde Frequenzskala mit großem Braun-Logo.

Die runde Skalenscheibe ist mittig farblich geteilt, der obere Bereich hat einen Weißton, während der untere einen Farbton ähnlich der Gehäusefarbe hat. Das Radio verfügt über einen 13 cm großen Lautsprecher, hat eine Ausgangsleistung von 3,5 Watt und verfügt über fünf Elektronenröhren. Es ist nur für den Empfang von Ultrakurzwellen-Sendern (UKW) ausgelegt, hat einen Klangregler und einen Anschluss für eine Dipolantenne. Der SK 1 wurde 1955 als Zweitradio beziehungsweise Küchenradio angeboten und kostete 129,- DM. Kaufkraftbereinigt in heutiger Währung entspricht dies aktuell rund 400 Euro.
SK 2

1955 kam auch das technisch erweiterte Modell, der „SK 2“, für UKW- und Mittelwellen-Empfang (MW) auf den Markt. Das Gehäuse gab es in den Farbtönen Hellgelb, Lichtgrün, Hellbeige, Hellblau und Graphit. Die runde Skalenscheibe ist bei den ersten Geräten noch mittig farblich geteilt und hat noch den großen Braun-Schriftzug.
Spätere Modelle des „SK 2“ und auch deren Nachfolger hatten eine Einschaltanzeige mittels einer Glühlampe, die als Leuchtpunkt auf der Skala unterhalb des kleinen Braun-Schriftzugs zu sehen ist. Teilweise verfügen sie über einen Klangregler sowie einen Niederfrequenz-Anschluss auf der Rückseite. An den NF-Anschluss kann ein Plattenspieler oder Tonbandgerät angeschlossen werden. Um die Schallplatte hören zu können, muss der SK auf Mittelwelle eingestellt und am Skalenring gedreht werden. Der Verkaufspreis betrug 1955 schon 145,- DM.
SK 3 und SK 2b

1956 wurde der „SK 3“ mit den Wellenbereichen Langwelle (LW) und UKW vorgestellt sowie der „SK 2b“ mit den Wellenbereichen Mittelwelle und UKW. Der Unterschied zwischen beiden Geräten besteht nur darin, dass der „SK 3“ für Langwelle ausgelegt ist und der „SK 2b“ für Mittelwelle. Für den „SK 2b“ gab es keine eigenen Typenschilder, so wurde für den „SK 2b“ die Rückwand und das Typenschild des „SK 3“ benutzt und mit einem Aufkleber beziehungsweise mit einem Stempelaufdruck versehen. Teilweise verfügten beide Modelle über einen Klangregler, eine Betriebsanzeige und den kleinen Braun-Schriftzug auf der Skala.
SK 2/2 und SK 25

1959 erschien der „SK 2/2“ (Type RC2), bei dem der Schrifttyp auf der kreisrunden Skala geändert wurde. Die Skala ist ganz weiß und wurde mit einem kleineren Braun-Logo versehen. Auf der runden Kunststoffscheibe vor der Frequenzskala wurde anstelle eines roten Punkts eine rote Linie eingeprägt. Er ist für UKW- und Mittelwellen-Empfang ausgelegt, verfügt über einen Klangregler, einen Phono-Anschluss, eine Betriebsanzeige sowie eine Rückwand aus Kunststoff. Ansonsten ist er baugleich mit seinen Vorgängern.
Die einzelnen Geräte unterscheiden sich technisch nur marginal untereinander bis auf das letzte Modell, den 1961 gebauten „SK 25“ (Type RC25). Er hat eine veränderte UKW-Schaltung und eine geänderte Elektronenröhrenbestückung. Bei den Vorgängern übernimmt ein System aus einer ECC85-Elektronenröhre die Oszillator- und Mischfunktion zusammen mit einer EF89-Elektronenröhre, beim „SK 25“ wurde anstelle einer EF89 eine ECH81-Elektronenröhre für die Mischstufe eingesetzt. Der „SK 25“ ist ansonsten optisch identisch mit dem „SK 2/2“. 1961 betrug der Preis 167,- DM, 1962 bereits 179,- DM.

## Sondermodelle

### SK 22 U – Export-Version für die USA
Für den amerikanischen Markt wurde 1958 das Export-Modell, der „SK 22 U“, entwickelt. Er wurde mit den Elektronenröhren ECC85 oder 6AQ8, EF89 oder 6DA6, EF89 oder 6DA6, EABC80 oder 6AK8, EL84 oder 6BQ5 ausgestattet. Er verfügt über eine Zwischenfrequenz (ZF) von 455 kHz bei Mittelwelle und 10.700 kHz bei Ultrakurzwelle, weiter über sechs Kreise bei Amplitudenmodulation (AM) und neun Kreise bei Frequenzmodulation (FM). Der Frequenzbereich geht bei UKW von 87,9 bis 107,9 MHz und bei Mittelwelle von 520 bis 1640 kHz. Die Ausgangsleistung beträgt 2,4 Watt, die an einen 13 cm großen Lautsprecher in permanentdynamischer Bauform ohne Erregerspule abgegeben wird. Die Beschriftung der kreisrunden Skala wurde in englischer Sprache ausgeführt, und der Schrifttyp wurde geändert. Er verfügte auch über eine Glühlampe, die beim Einschalten durch ein Loch in der Skala zu sehen war.

### SK 3 – für die Lufthansa
Im Jahre 1957 wurde speziell für die Lufthansa eine Kleinserie der „SK 3“-Modelle hergestellt. Diese waren bis auf den geänderten Langwellen-Empfangsbereich baugleich und wurde als Kontrollempfänger für Büros und Werkstätten eingesetzt.

## Kleinsuper
Die Bezeichnung „Kleinsuper“ oder auch „Kleinsuperhet“ wird für Röhrenradios verwendet, die so konstruiert wurden, dass sie mit möglichst wenigen Elektronenröhren das Superhet-Prinzip für den Radioempfang ermöglichen. 

## Technische Daten
Technisch bestehen alle SK-Modelle aus Hochfrequenzteil mit Mischer, Zwischenfrequenz-Stufe, Demodulator, Niederfrequenz-Stufe und Netzteil.

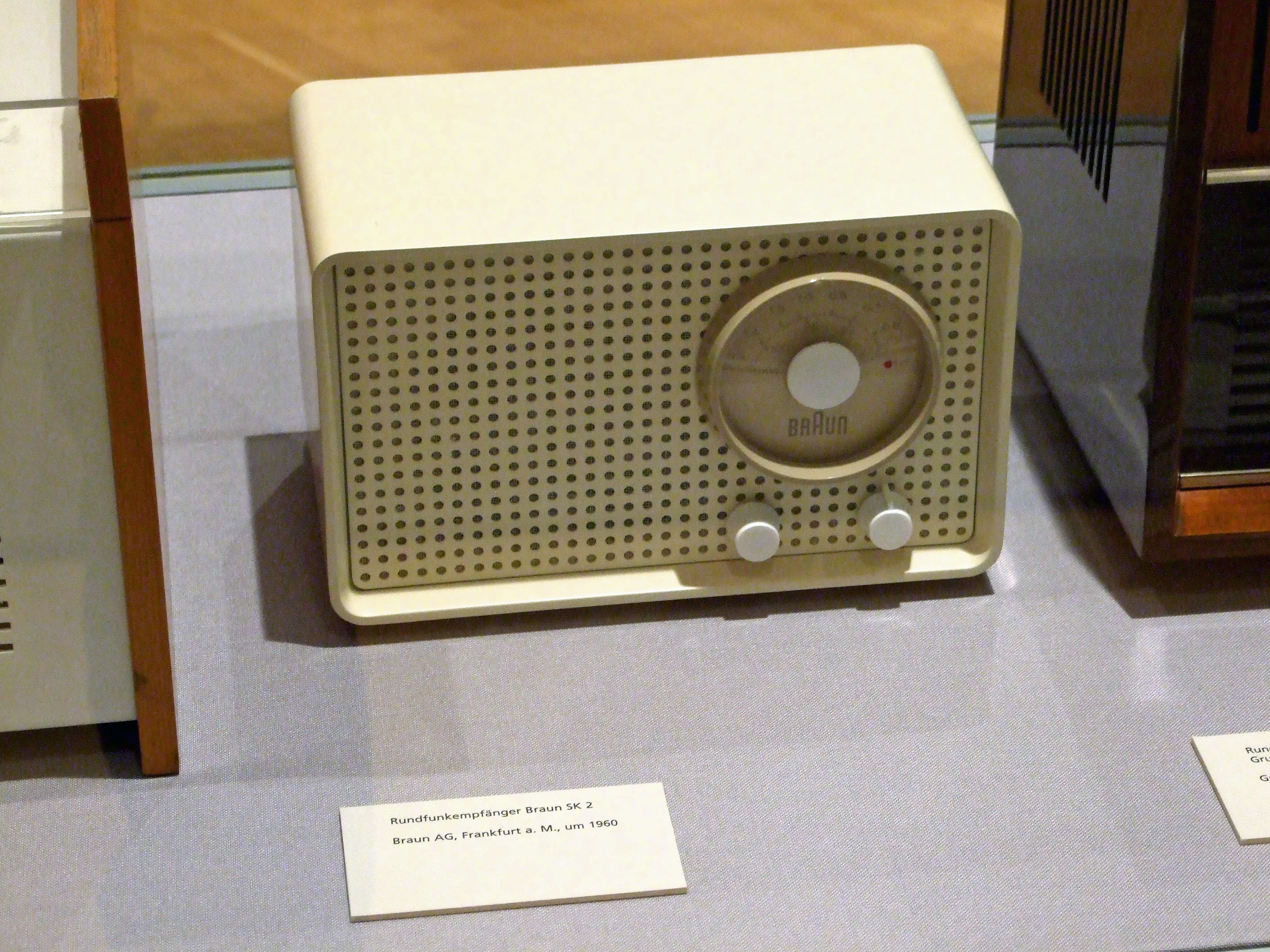
Röhrenradio „SK 2“
im Museum für Kommunikation Frankfurt

| Daten der Kleinsuper-SK-Modelle | Daten der Kleinsuper-SK-Modelle |
| ------------------------------- | --- |
| Modelle                         | SK 1, SK 2, SK 2b, SK 3, SK 2/2, SK 25 |
| Elektronenröhre                 | alle Modelle: ECC85, 2 × EF89, EABC80, EL84 SK 25: ECC85, ECH81, EF89, EABC80, EL95                                                           |
| Frequenzband                    | SK 1: nur UKW SK 3: LW und UKW alle anderen: MW und UKW                                                                                       |
| Anzahl Kreise                   | alle: 6 Kreise Amplitudenmodulation (AM) und 9 Kreise Frequenzmodulation (FM) SK 1: 9 Kreise Frequenzmodulation                               |
| Zwischenfrequenz                | SK 1: UKW = 10.700 kHz SK 3: LW = 460 kHz; UKW = 10.700 kHz SK 25: MW = 455 kHz; UKW = 10700 kHz alle anderen: MW = 460 kHz; UKW = 10.700 kHz |
| Lautsprecher                    | permanentdynamische Bauform ohne Erregerspule, 13 cm Durchmesser SK 25: 12 cm Durchmesser                                                     |
| Ausgangsleistung                | SK 1: 3,5 Watt SK 25: 2 Watt alle anderen: 2,5 Watt                                                                                           |
| Tonregler                       | SK 1, SK 2, SK 2/2, SK 25 teilweise SK 3, SK 2b                                                                                               |
| Gehäuse                         | Kunststoff (Bakelit) |
| Gehäusefarben                   | Hellgelb, Lichtgrün, Creme, Hellbeige, Hellgrau, Hellblau und Graphit                                                                         |
| Abmessungen                     | 234 mm × 152 mm × 130 mm (B×H×T) |
| Gewicht                         | alle Modelle: 3,3 kg SK 2/2 und SK 25: 3,4 kg                                                                                                 |
| Betriebsart                     | 115; 150; 220 Volt Wechselstrom |